# Шкатулка из крепости
«Шкатулка из крепости» (Шкатулка Исмаил Бека) (азерб. Qaladan Tapılan Mücrü) — советский детективный приключенческий фильм с элементами детского фильма 1982 года производства киностудии Азербайджанфильм. Премьера фильма состоялась в ноябре 1983 года.

## Сюжет
События фильма происходят в Баку. Друзья детства Мансур и Энвер мечтали найти клад с сокровищами. Однажды дети нашли драгоценный камень, который был найден на месте руин древнего города Ичери-шехер и они мечтали обменять его и стать богачами, но грабители выследив их украли у них драгоценный камень, и те недолго думая сообщили в милицию и помогли сотрудникам задержать грабителей.

## Синопсис
Первая операторская работа Алекпера Мурадова. Во время кинопроката фильм посмотрело 4.080.000 зрителей.

## В ролях
- Кямран Шахмарданов — Мансур
- Ульви Сафаров — Энвер
- Самира Караева — Наргиз, сестра Энвера
- Микаил Керимов — Исрафилов, капитан милиции
- Ибрагим Алиев — Гасан Гамзаев, техник-смотритель игровых автоматов
- Гасан Турабов — Муса, «Опекун», вор-рецидивист
- Рахиб Сафаралиев — велосипедист
- Агаали Алиев — Лютфи, милиционер
- Рухсара Агаева — тётя Айша-хала
- Фаргана Кулиева — цыганка
- Тофик Таги-Заде — Исмаил Руфатович Шевелян, профессор
- Фахраддин Манафов — Нуриев
- В. Вазирова
- Р. Якубов
- Сона Микаилова — Соня, мать Энвера и Наргиз
- Кязым Абдуллаев — отец Энвера и Наргиз
- Шукюфа Юсупова — соседка
- К. Кулиева
- Октай Миркасымов — следователь милиции
- Абдулгани Алиев
- Агагусейн Керимов — ювелир
- Рафик Алиев — заведующий игровыми автоматами
- Владимир Юрьев
- Камран Джалолов
- А. Агабабаев
- С. Мехтиев
- Г. Мехтиев

## Съёмочная группа
- Авторы сценария: Светлана Касимова, Семён Листов
- Режиссёр-постановщик: Гюльбениз Азимзаде
- Режиссёр: Рафик Дадашев
- Операторы-постановщики: Алекпер Мурадов, Валерий Керимов
- Оператор: Рамиз Рзаев
- Монтажёр: Л. Вяльсова
- Художник-постановщик: Ариф Абдурахманов
- Художник по костюмам: Н. Джафарова
- Гримёр: Б. Рогова
- Композитор: Рауф Алиев
- Дирижёр: Юрий Серебряков
- Звукооператор: Акиф Нуриев
- Мастер по свету: К. Оруджев
- Ассистенты:
- режиссера — А. Алиев, Ш. Алиев
- оператора — В. Романов
- художника — Е. Агаронова, Р. Паша-заде
- Комбинированные съёмки:
- Оператор — А. Гусейнов
- Художник — Э. Абдуллаев
- Подводные съёмки:
- Руководитель — В. Карпичев
- Оператор — Г. Зеленин
- Художник-фотограф — Тофик Керимов
- Каскадёры: А. Грошевой, У. Вейспал, С. Григорьев
- Руководитель группы каскадёров: А. Филатов
- Консультанты: Ю. Керимов (полковник внутренней службы), К. Керимов (член-корреспондент Академии наук Азербайджанской ССР)
- Редактор: Э. Кулибеков
- Директор картины: Римма Абдуллаева

## Награды и премии

### Орден союза молодёжи Узбекской ССР
В 1983 году режиссёр Гюльбениз Азимзаде была удостоена почётного ордена Союза молодёжи Узбекской ССР за творческое развитие подрастающего поколения, в связи с лучшим сюжетом фильма «Шкатулка из крепости».